# Anisozyga fragmentata
Anisozyga fragmentata là một loài bướm đêm trong họ Geometridae.